# Zacarías (Miguel Ángel)
El profeta Zacarías, de 360 x 390 cm, es un fresco de Miguel Ángel de 1508 y forma parte de la decoración de la bóveda de la Capilla Sixtina, en los Museos Vaticanos de Roma, encargada por el papa Julio II.

## Historia
Al pintar la bóveda, Miguel Ángel procedió desde el tramo cerca de la puerta de entrada, la usada durante las entradas solemnes a la capilla del pontífice y su séquito, hasta la parte sobre el altar. Zacarías así pues, que se encuentra justo sobre la puerta, fue una de las primeras figuras en ser realizada.
Antes de la restauración la figura del profeta presentaba numerosos repintes, sobre todo de la intervención en el siglo XVIII de Alessandro Mazzuoli. Existe un estudio al carboncillo de la cabeza, pero muy distinto del perfil final, en el Gabinete de Dibujos y Grabados de Florencia.

## Descripción y estilo

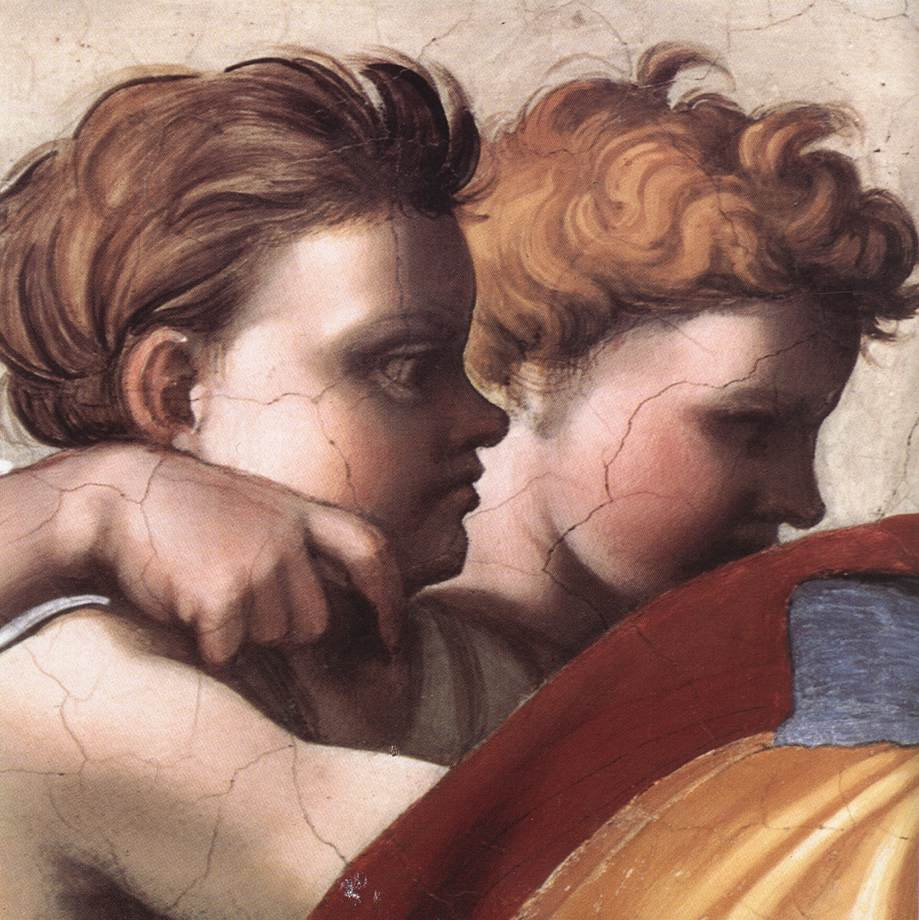
Detalle.

Zacarías forma parte de la serie de los Videntes, colocados sobre amplios tronos arquitectónicos fingidos sobre las ménsulas. Cada uno de ellos va acompañado de un par de jóvenes asistentes y está en un gran asiento marmóreo, entre dos pilares con fingidos altorrelieves con amorcillos por parejas, en varias posiciones. Su nombre (en este caso ZACHERIAS) está escrito en igualmente simuladas tablitas bajo la plataforma que hace de base al trono: excepto la de Zacarías, casi oculta pues bajo ella campa el escudo de armas de los Della Rovere como una pieza de bronce fingida, cada tablita está sostenida por un amorcillo.
El anciano Zacarías está sentado con la parte superior del busto y la cabeza de perfil, ocupado en hojear un grueso volumen profético, con una actitud calma y absorta que no tiene el dinamismo de otras figuras de la misma serie. Su túnica es de manga larga y amarillo ocre, con un manto verde claro sobre las piernas que, girando refinado hacia el hombro, muestra el forro rojo carmesí. Miguel Ángel hizo algunos pequeños arrepentimientos, reparados tanto en fresco (parte inferior de la manga), como en "medio fresco" (ampliación de la túnica amarilla cerca del hombro y la espalda), como en "fresco seco" al temple (en el cuello). 
Tras él se encuentran dos niños, vestidos con mantos blancos, que miran también hacia el volumen, pintados con veladuras muy suaves, particularmente gráciles en el cabello. Estos se ejecutaron en una sola "jornada".
La presencia de Zacarías sobre la puerta se explica por su papel de profeta por excelencia de la Semana Santa ("Jerusalén; he aquí, tu rey viene a ti; él es justo y victorioso, humilde y montado en un asno": Zc 9, 9), refiriéndose a los ritos que tenían lugar en tal festividad en la capilla, y así pues solemnemente puesto en el punto en el cual el papa hacía su entrada. Tal significado es reafirmado por el profeta que se encuentra en el lado opuesto, sobre el altar, es decir Jonás, que entonces comúnmente se veía como prefiguración de Cristo por su salvación después de tres días en el vientre de la ballena.